# Mornington Crescent (London Underground)

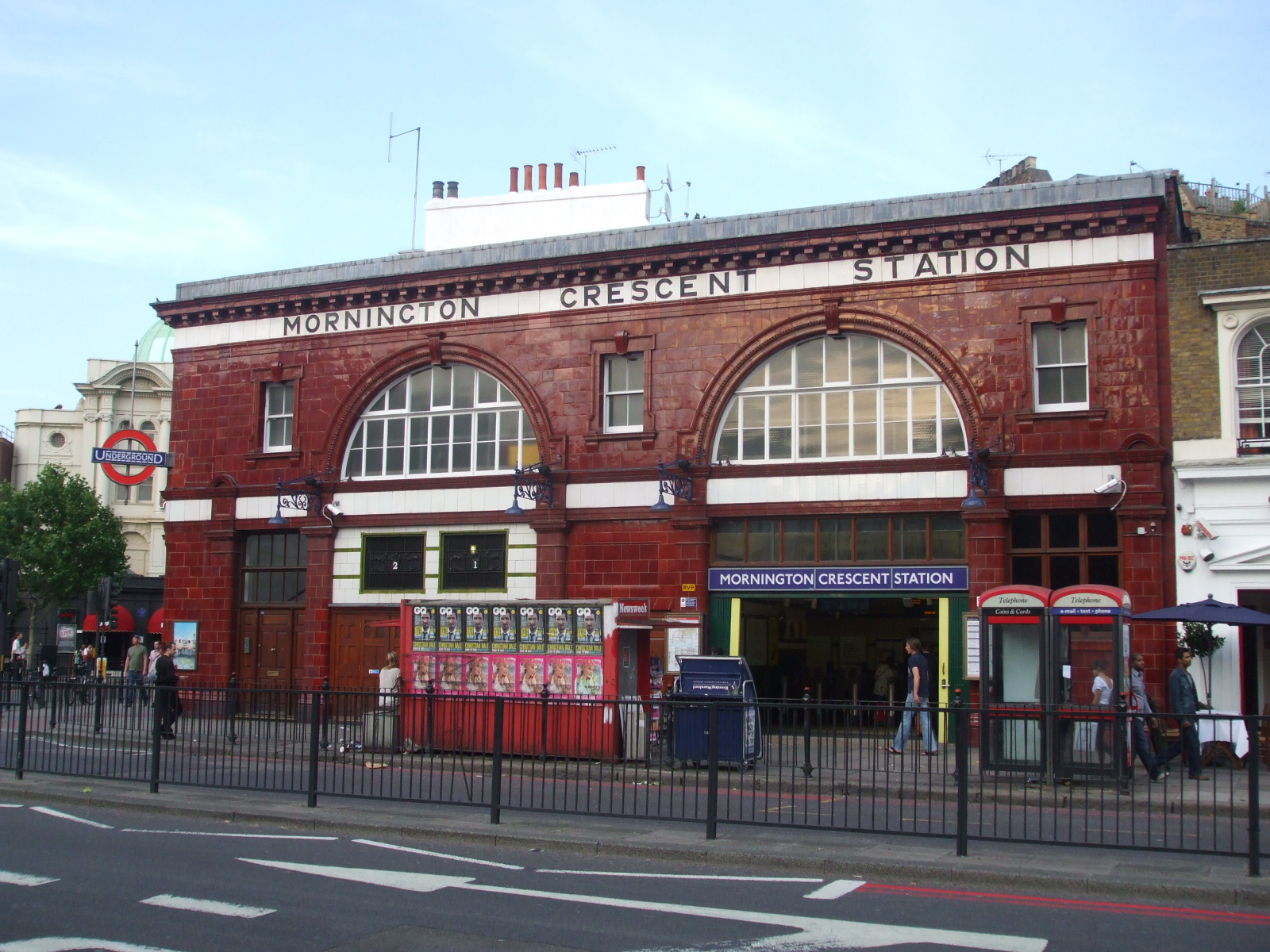
Stationsgebäude

Mornington Crescent ist eine unterirdische Station der London Underground. Sie liegt im Stadtbezirk London Borough of Camden, an der Kreuzung von Eversholt Street und Hampstead Road (Mornington Crescent selbst ist eine Nebenstraße der Letzteren). Die Station, die im Jahr 2013 von 4,65 Millionen Fahrgästen genutzt wurde, liegt rund einen halben Kilometer nördlich des Bahnhofs Euston in der Travelcard-Tarifzone 2; hier halten Züge der Northern Line.

## Geschichte

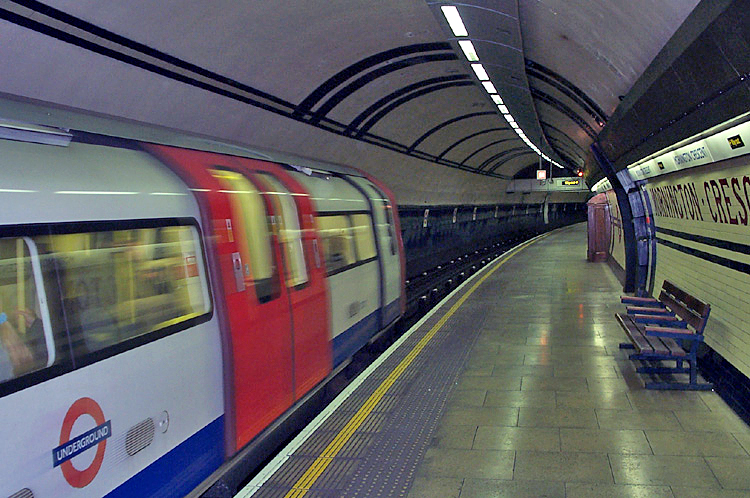
Einfahrender Zug

Die Eröffnung der Station erfolgte am 22. Juni 1907 durch die Charing Cross, Euston and Hampstead Railway, eine der beiden Vorgängergesellschaften der Northern Line. Vor dem Bau war als Stationsname Seymour Street vorgeschlagen worden. Nach der Eröffnung wurde die Station nur wenig genutzt. Jahrzehntelang war sie an Wochenenden geschlossen und bis 1966 passierten zahlreiche Züge die Station auch an Werktagen ohne Halt.
Am 23. Oktober 1992 wurde die Station ganz geschlossen, um die mittlerweile 85 Jahre alten Aufzüge zu ersetzen. Es war geplant, die Station innerhalb eines Jahres wieder in Betrieb zu nehmen. Doch der allgemeine Verfall war mittlerweile derart fortgeschritten, dass eine komplette Sanierung notwendig wurde. Diese zog sich über Jahre hinweg und es gab sogar Bestrebungen, die Station ganz aufzuheben. Nach einer Protestkampagne gingen die Arbeiten schließlich weiter, so dass die Station am 27. April 1998 wiedereröffnet werden konnte.
Seit der Wiedereröffnung ist die Station auch an Wochenenden geöffnet, um die benachbarte Station Camden Town zu entlasten, die wegen des beliebten Camden Market häufig an ihre Kapazitätsgrenzen stößt.

## Kulturelle Bedeutung
Landesweit bekannt ist die Station durch das Spiel Mornington Crescent, eine Parodie auf Strategiespiele in der Satiresendung I’m Sorry I Haven’t a Clue auf BBC Radio 4. Die feierliche Wiedereröffnung der Station im Jahr 1998 erfolgte durch vier der Komiker, welche die „Entwicklung“ des Spiels vorangetrieben hatten. Am Stationsgebäude ist seit 2002 eine Gedenktafel angebracht, die an Willie Rushton, einen verstorbenen Mornington Crescent-Schöpfer, erinnert.
Mornington Crescent heißt ein Song auf dem Album The Life Pursuit der Popband Belle and Sebastian. Die Station wird in zahlreichen Büchern von Robert Rankin erwähnt, ebenso im Buch The Atrocity Archives von Charles Stross. Das Video zum Titel Be There des britischen Projekts UNKLE wurde großteils in Mornington Crescent gedreht.

## Lage und Architektur
Mornington Crescent liegt an der Charing Cross-Zweiglinie zwischen Camden Town und Euston. Ebenfalls zwischen diesen beiden Stationen führt die City- bzw. Bank-Zweiglinie, jedoch direkt und nicht über Mornington Crescent. Im aktuellen Liniennetzplan ist Mornington Crescent auf der westlichen Seite gezeichnet, obwohl sie in der Realität auf der östlichen Seite ist, denn die beiden Linienäste kreuzen sich in Euston und bis Camden Town verläuft der Bank-Ast westlich des Charing Cross-Astes.
Das Stationsgebäude ist ein besonders gut erhaltenes Beispiel der von Leslie Green für die Tochtergesellschaften der Underground Electric Railways Company of London in einem einheitlichen Stil errichteten Gebäude. Typische Merkmale sind die blutroten glasierten Terrakotta-Ziegel, große halbrunde Fenster im oberen Stockwerk und gezahnte Gesimse. Seit 1987 steht das Gebäude unter Denkmalschutz (Grade II).